# Општина Логатец
Општина Логатец (словен. Logatec) је једна од општина Средњесловенске регије у држави Словенији. Седиште општине је истоимени град Логатец.

## Природне одлике
Рељеф: Општина Логатец налази се у средишњем делу државе. Средишњи део општине се налази у крашком пољу, док се на ободу пружају брда и планине нотрањског горја.
Клима: У нижим деловима општине влада умерено континентална клима, док у вишим влада њена оштрија, планинска варијанта.
Воде: Великих водотока у општини нема, а мањи водотоци су углавном понорнице.

## Становништво
Општина Логатец је средње густо насељена.

## Насеља општине
| - Врх Светих Трех Краљев - Грчаревец - Жибрше - Заплана - Јаковица - Калце - Лавровец | - Лазе - Логатец - Медведје Брдо - Нови Свет - Петковец - Прапротно Брдо - Равник при Хотедршици | - Ровтарске Жибрше - Ровте - Хлевише - Хлевни Врх - Хотедршица |  |